# Pano de chão
Pano de chão disposto sobre piso de madeira
 O pano de chão é um utensílio doméstico amplamente utilizado para a limpeza de superfícies, especialmente pisos e revestimentos. Consiste em um pedaço de tecido, geralmente de formato retangular, projetado para absorver água, remover sujeira ou secar áreas úmidas. É um item essencial em muitas residências e estabelecimentos comerciais, sendo frequentemente associado a tarefas de higienização cotidiana.

## Características

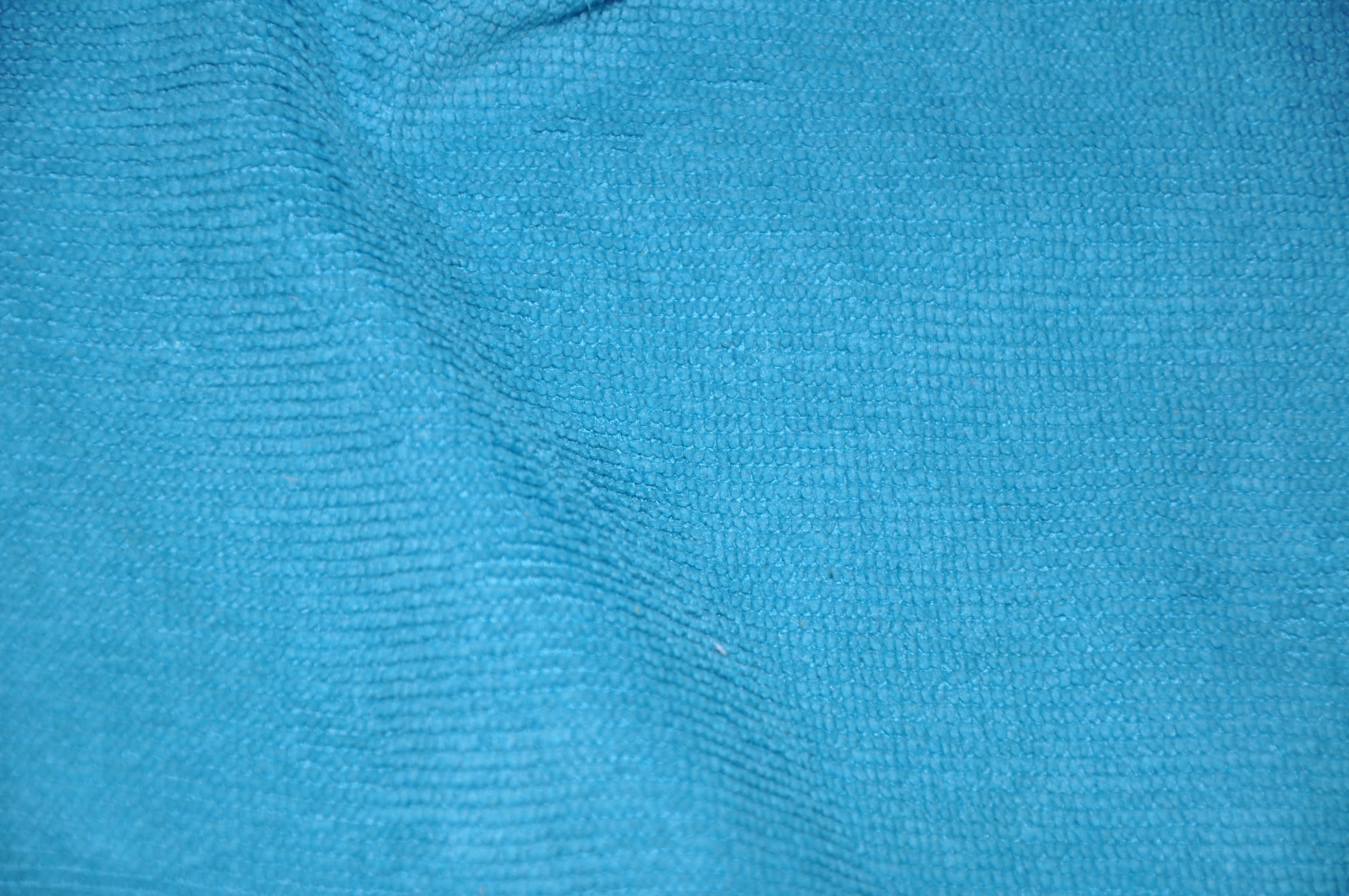
Detalhes da textura de pano de chão azul feito em microfibras

O pano de chão é tipicamente fabricado em materiais como algodão, microfibra ou tecidos sintéticos, escolhidos por sua capacidade de absorção, resistência e durabilidade. Seu tamanho pode variar, mas geralmente é pequeno o suficiente para ser manejado com facilidade, seja à mão ou preso a um rodo ou esfregão. Alguns modelos possuem texturas específicas para melhorar a remoção de poeira ou gordura, enquanto outros são descartáveis, embora a versão reutilizável seja mais comum. 

## Utilização
O uso principal do pano de chão é a limpeza de pisos, como em cozinhas, banheiros e áreas externas. Ele pode ser utilizado seco, para tirar pó, ou úmido, para remover manchas e sujeiras mais aderentes. Em muitos lares, é comum combiná-lo com produtos de limpeza, como detergentes ou desinfetantes. Após o uso, o pano deve ser lavado e seco para evitar a proliferação de bactérias e odores.

## História e cultura
Embora a origem exata do pano de chão seja difícil de rastrear, seu uso remonta a práticas tradicionais de limpeza em diversas culturas. Em muitos contextos, pedaços de tecido velho, como roupas desgastadas, eram reaproveitados para essa função, refletindo uma abordagem sustentável. No Brasil, o termo "pano de chão" é amplamente reconhecido e associado à manutenção doméstica, sendo um item básico em listas de utensílios para casa.
Culturalmente no Brasil, é comum o uso da expressão "passar pano para alguém", que significa ignorar ou minimizar um erro comportamental grave cometido por uma pessoa, como se estivesse "limpando" ou escondendo a sujeira que ela fez, passando um pano de chão por cima para disfarça-la.

## Cuidados e manutenção
Quando guardados sujos ou úmidos os panos de chão podem atuar como vetores de dispersão de vermes e microorganismos, incluindo fungos e bactérias. Para garantir a higiene, recomenda-se lavar o pano de chão regularmente com água e sabão, evitando o acúmulo de germes. Em alguns casos, a lavagem com água quente ou o uso de alvejantes é indicado para desinfecção. Após a lavagem, deve ser seco ao ar livre ou em secadoras, dependendo do material.